# ルシノール
ルシノール（Rucinol）とは、4-ブチルベンゼン-1,3-ジオールの事である。レゾルシノールの4位にブチル基を結合させた誘導体であるため、4-n-ブチルレゾルシノール（4-n-butylresorcinol）とも呼ばれる。なお、この化合物の水酸基は、フェノール性水酸基である。
ルシノールは化粧品において、美白成分の1つとして知られている。ポーラ化成工業が開発し、日本で1998年に医薬部外品の美白有効成分として承認された。なお本稿では、同じく美白成分で一般にW377と呼ばれるフェニルエチルレゾルシノール (Phenylethyl resorcinol）についても記す。

## 開発
レゾルシノールでは、チロシナーゼ阻害作用が見られたものの、皮膚刺激性が有った。1995年にレゾルシノールから合成されたルシノールでは、高濃度では皮膚刺激性が出るものの、レゾルシノールよりも皮膚刺激性は低く、チロシナーゼの活性を阻害し、チロシンの酸化によるメラニンの合成を抑制することが発見された。ポーラ化成工業が開発し、日本で1998年に医薬部外品の美白有効成分として承認されたが、特性が良かったためにポーラの開発陣にとっては次の美白成分開発のハードルが上がってしまった。

## 有効性
二重盲検法にて、44名に紫外線B波（UVB）を照射し、その21日後に目視で確認した結果、0.3%濃度のルシノールローションを使用した群は、偽薬よりも日焼けによる色素沈着が少なかった。
肝斑の28名に対する3か月間のランダム化比較試験では、0.3%濃度ルシノール美容液を使用した部分は、偽薬を塗った顔半面より色素沈着が少なく、また、78%のヒトに効果が見られた。黄色味と赤味を減少した。また、別なランダム化比較試験では、肝斑の20名の韓国人女性が参加し、4週間後と8週間後のいずれの時点においても、0.1%濃度ルシノールクリームを使用した部分は、偽薬を使用した場所と比較して、メラニンが減少した。副作用は10%のヒトに見られ、軽度な紅斑と痒みが出たものの、一時的であった。これも別なランダム化比較試験だが、肝斑の23名が参加し、8週後に、0.1%濃度ルシノールクリームを使用した部分は、偽薬を使用した場所よりもメラニンが減少し、6割の人が主観的に有効だと判断した。
11名の手の日光黒子に対して、CO2レーザー照射後にルシノールかグリチルリチン酸を塗布したランダム化比較試験では、4週後に2つの成分に、差は無かった。
ランダム化比較試験で、31名で溶解型マイクロニードルのパッチを施し、メラニン色素を減少させるのに偽薬と比較して2倍以上有効であった。

## 副作用
高濃度では皮膚への刺激性が出る。
　

## フェニルエチルレゾルシノール
別の化合物としてフェニルエチルレゾルシノール (Phenylethyl resorcinol、一般にW377の名がある) は、レゾルシノールから合成されるフェノール化合物であり、ルシノールと同様に、チロシナーゼ活性を阻害する特性を有する。2007年に、アジア人で0.5%濃度フェニルエチルレゾルシノールで肌を明るくした実験は存在するが、偽薬対照の設置・被験者人数など実験詳細が不明である。フェニルエチルレゾルシノールが1%を超えると、皮膚刺激を起こす場合が有り、化粧品や、日焼け止めに配合されアレルギー性接触皮膚炎が報告された。

### 製剤の改良
フェニルエチルレゾルシノールは、水溶性が低く光に暴露された際の安定性が低いため、リン脂質、エタノール、水からなるエトソーム化や、フェニルエチルレゾルシノールを溶かし込んだ脂質粒子のナノ化による改良が試行錯誤されている。

### 配合剤の研究
光老化、肝斑に使用した研究が存在するものの、偽薬対照は設けられておらず、フェニルエチルレゾルシノールの他に、グリセロリン酸二ナトリウム、L-ロイシン、ウンデシレノイルフェニルアラニンを配合したクリームであり、日焼け止めも毎日使用されている。フェニルエチルレゾルシノール単独の有効性ではない。